# Cazengo

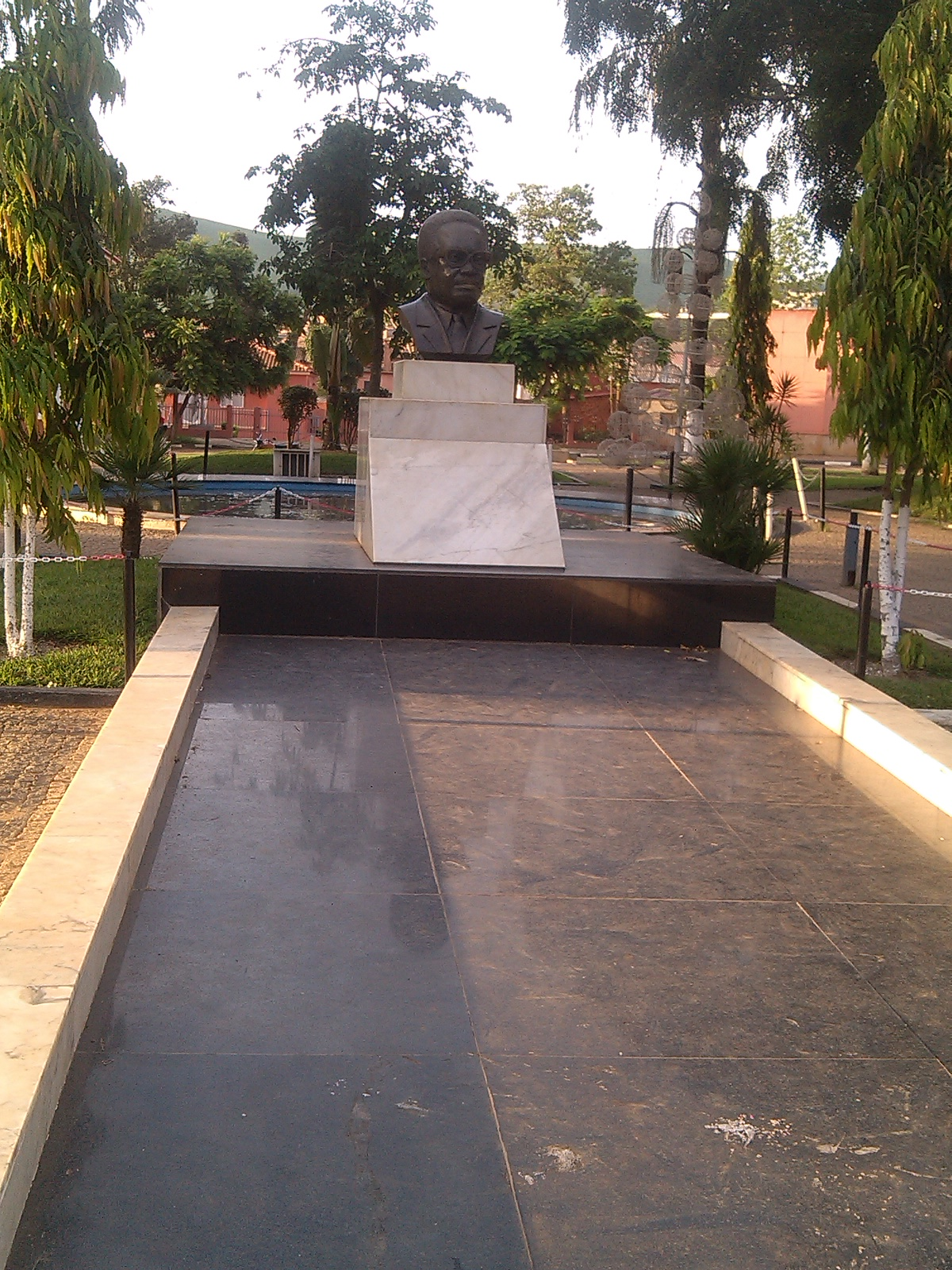
Estàtua del primer president de la República d'Angola Agostinho Neto.

Cazengo és un municipi de la província de Kwanza-Nord. Té una extensió de 1.793 km² i 165.839 habitants. Comprèn les comunes de Canhoca i N'dalatando. Limita al nord amb el municipi de Golungo Alto, a l'est amb els de Lucala i Cacuso, i al Sud i a l'oest amb el de Cambambe.